# Liste des épisodes de Power Rangers : Dino Super Charge
 (mars 2015).
Si vous disposez d'ouvrages ou d'articles de référence ou si vous connaissez des sites web de qualité traitant du thème abordé ici, merci de compléter l'article en donnant les références utiles à sa vérifiabilité et en les liant à la section « Notes et références ».
Cet article présente le guide des épisodes de la vingt-troisième saison de la série télévisée américaine Power Rangers, Power Rangers : Dino Super Charge (2016).

## Épisodes

### Épisode 01:Quand le mal se mêle
- N° de production : 810
- Titre original : When Evil Stirs
- Résumé : La disparition de Sledge n'a pas suffi à faire disparaître la menace qui pèse sur les énergemmes. Heckyl, un monstre à l'apparence humaine prend la place laissé vacante par Sledge et reprend pour lui le projet de s'emparer de toutes les énergemmes. Il partage son être avec Snide à temps partiel, mais Snide n'a rien d'humanoïde. L'équipe des Power Rangers doit de nouveau se rassembler pour faire face à cette nouvelle menace.
- Dates de diffusion :
  -  30 janvier 2016
  -  28 mars 2016

### Épisode 02:Pardonner et oublier
- N° de production : 811
- Titre original : Forgiving and Forgetting
- Résumé : Riley recroise un ancien camarade à lui. Mais celui-ci le surnomme " petit génie " ce qui agace Riley. Pour lui prouver qu'il est aussi sportif que lui il le défi mais il échoue malgré l'aide de son enegemme. Heckyl aide Riley à se relever et l'encourage à le défier. Mais un monstre envoyé de Snide/Heckyl les attaques, Heckyl reçoit une fléchette empoisonnée. Il découvre la base secrète des rangers. Lors du marathon, plein de personnes boivent le poison et oublient qui ils sont. Finalement, Riley et Burth se réconcilient.
- Dates de diffusion :
  -  6 février 2016
  -  28 mars 2016

### Épisode 03:Une journée de cauchemar
- N° de production : 812
- Titre original : Nightmare in Amber Beach
- Résumé : Snide envoie un monstre qui peut transformer le sommeil des rangers en cauchemar, ils arrêtent donc de dormir. Heckyl réussit presque à voler quatre energemmes mais Shelby arrive et l'en empêche. Dans cet épisode, les rangers découvrent que Heckyl est Snide lui-même.
- Dates de diffusion :
  -  13 février 2016
  -  28 mars 2016

### Épisode 04:Un rendez-vous dangereux
- N° de production : 813
- Titre original : A Date with Danger
- Résumé : Un nouveau monstre appelé Singe aide Snide à frapper les rangers. Cependant il est plus fort et plus intelligent, il va aider snide pendant longtemps. Fury jaloux de Singe décide d'inverse le vaisseau magna alors que Singe est bien parti pour les battre.
- Dates de diffusion :
  -  20 février 2016
  -  28 mars 2016

### Épisode 05:Le Rugissement du Ranger rouge
- N° de production : 814
- Titre original : Roar of the Red Ranger
- Résumé : Tyler est devenu un T-Rex à cause d'un virus dans son nouveau chargeur. Une fois son père revenu et grâce à lui, Tyler reprend ses esprits pour découvrir que son père James est lui aussi un ranger. Tous les rangers finissent par frapper le monstre ninja.
- Dates de diffusion :
  -  27 février 2016
  -  7 avril 2016

### Épisode 06:Tel père, tel fils
- N° de production : 815
- Titre original : Forged Under Fire
- Résumé : Snide a utilisé les rondelles zodyague pour arrêter les énergemmes des rangers, et au même moment, Tyler utilise son nouveau chargeur qui lui permet d'utiliser toutes les armes des rangers. À la fin de l'épisode James le père de Tyler quitte les rangers pour chercher les autres énergemmes.
- Dates de diffusion :
  -  5 mars 2016
  -  17 avril 2016

### Épisode 07:Home Run Koda
- N° de production : 816
- Titre original : Home Run Koda
- Résumé : Un monstre sportif entraîne les viviks et au même temps, koda devient un célèbre baseballeur.
- Dates de diffusion :
  -  19 mars 2016
  -  17 avril 2016

### Épisode 08:La Monnaie de sa pièce
- N° de production : 817
- Titre original : Riches and Rags
- Résumé : Heckyl envoie un monstre hybride appelé Sort Digger pour répandre la cupidité à toute personne qui touche des pièces d'or.
- Dates de diffusion :
  -  26 mars 2016
  -  24 avril 2016

### Épisode 09:Amies pour la vie
- N° de production : 818
- Titre original : Besties 4Eva!
- Résumé : La meilleure amie de Shelby a tendance à voler les exploits de celle-ci. Un jour, lors d'une attaque des extraterrestres après l'intervention des power ranger, elle décide de se faire passer pour le ranger rose et le crie sur tous les toits.
- Dates de diffusion :
  -  20 août 2016
  -  8 mai 2016

### Épisode 10:Partie de pêche
- N° de production : 819
- Titre original : Gone Fishin
- Résumé : Alors que Koda, Riley, Shelby et Chase sont partis pêcher au bord d'un lac avec Matt le frère de Riley, les autres Power Rangers assistent à l'atterrissage d'une capsule provenant de l'espace de laquelle un hologramme du ranger argenté leur explique qu'il n'est pas sur la Terre. Au moment où l'hologramme va leur révéler l'emplacement de son Titano-Zord, la capsule est détruite par Singe. Finalement, les Rangers découvrent par hasard le Titano Zord au fond du lac au bord duquel l'autre partie de l'équipe est en train de pêcher et en prennent le contrôle au nez et à la barbe de Singe et de ses sbires.
- Dates de diffusion :
  -  27 août 2016
  -  8 mai 2016

### Épisode 11:Coup de foudre
- N° de production : 820
- Titre original : Love at First Fight
- Résumé : Heckyll décide d'utiliser le maquillage magique de Poisandra ainsi que sa nouvelle créature, Beautycruel, pour anéantir les Rangers. Chase et sa petite amie, Kayley, sont sans cesse interrompus dans leurs rendez-vous par la présence de monstres à combattre...
- Dates de diffusion :
  -  3 septembre 2016
  -  3 septembre 2016
- Référence du titre : [1]

### Épisode 12:Bain de soleil
- N° de production : 821
- Titre original : Catching Some Rays
- Résumé : Kendall reçoit la visite de sa grand-mère qui lui apporte une lentille géante qu'elle a découverte dans une caverne. En se rendant sur place Koda se rend compte que c'est la grotte dans laquelle il a vécu. Mais les Power Rangers ne sont pas au bout de leurs surprises...
- Dates de diffusion :
  -  10 septembre 2016
  -  3 septembre 2016
- Référence du titre : [2]

### Épisode 13:Bienvenue Arcanon
- N° de production : 822
- Titre original : Recipe for Disaster
- Résumé : Lord Arcanon, le commanditaire de Sledge et maître de Singe arrive de l'espace pour s'emparer des énergemmes. Il connaît le secret des Dino-chargeurs et sait contrôler les ZordS. Les rangers en déduisent qu'il a fait prisonnier le Ranger argenté pour lui voler la technologie et décident de tout faire pour le libérer.Lord Arcanon vainc Heckyl/Snide qu'il remet à l'isolement, puis prend le commandement de tous les monstres mercenaires.
- Dates de diffusion :
  -  24 septembre 2016
  -  4 septembre 2016
- Référence du titre : [3]

### Épisode 14:Le Retour des NZ boys
- N° de production : 823
- Titre original : Silver Secret
- Résumé : Kendall reçoit un message de détresse du Ranger argenté. Lorsque les Rangers arrivent sur place, ils se font attaquer par leur ami. Au cours du combat le Ranger argenté se transforme en Doomwing, puis en Zenowing. Celui-ci leur explique qu'il est prisonnier du même corps que Doomwing garde précieusement l'énergemme d'argent dans son épée. Les Rangers décident donc de mettre au point un moyen de séparer les corps de Doomwing et de Zenowing, pour vaincre le premier et sauver le second. Entre-temps les NZ Boys sont de retour et Shelby décide de passer une audition pour rentrer dans le groupe.
- Dates de diffusion :
  -  1er octobre 2016
  -  4 septembre 2016
- Référence du titre : [4]

### Épisode 15:Le Double maléfique
- N° de production : 824
- Titre original : Wings of Danger
- Résumé : Alors que Lord Arcanon cherche toujours à mettre la main sur toutes les energemmes afin de devenir le maitre de l'univers, Zenowing, le Ranger Argenté doit faire face à sa moitié maléfique, Doomwing...
- Dates de diffusion :
  -  15 octobre 2016
  -  4 septembre 2016
- Référence du titre : [5]

### Épisode 16:Inversion et Division
- N° de production : 825
- Titre original : Freaky Fightday
- Résumé : Snide propose à Lord Arcanon un moyen de vaincre les rangers en échangeant leur corps. En contrepartie, Lord Arcanon doit séparer Snide et Heckyl en deux personnes distinctes. De leur côté, les Rangers font la connaissance de Zach, un lointain descendant d'Ivan.
- Dates de diffusion :
  -  22 octobre 2016
  -  7 septembre 2016
- Référence du titre : [6]

### Épisode 17:Worg, l'homme des cavernes
- N° de production : 826
- Titre original : Worgworld
- Résumé : Arcanon envoie sur terre un monstre dont la flûte a le pouvoir de transformer les gens en zombies, déterminés à s'emparer des émergemmes. Pendant ce temps, le musée a une nouvelle attraction : Worg, l'homme des cavernes. Worg est un automate robotisé, mais ses commandes ne sont pas bien réglées et sa présentation tourne à la catastrophe. Koda est très déçu lorsque Kendall décide de renvoyer Worg à la caverne. Mais Koda a l'idée brillante de se servir de lui contre le monstre, puisqu'il n'est pas sensible au son de la flûte. Il trouve dès lors sa place au sein du musée.
- Dates de diffusion :
  -  29 octobre 2016
  -  8 septembre 2016

### Épisode 18:Une mission pétrifiante, partie 1
- N° de production : 827
- Titre original : The Ranger Rock!
- Résumé : Alors que son vaisseau est cloué au sol, Sledge envoie Badussa pour combattre les Power Rangers.
- Dates de diffusion :
  -  5 novembre 2016
  -  8 septembre 2016

### Épisode 19:Alliance et Trahison, partie 2
- N° de production : 828
- Titre original : Edge of Extinction
- Résumé : Les Power Rangers récupèrent un œuf de Grinzilla. Heckyl leur apprend qu'il y a d'autres œufs partout dans le monde. Lors du combat contre les Grinzilla, Heckyl aide une femme à retrouver son enfant. Il prend conscience qu'il a changé et décide d'aider les Power Rangers.
- Dates de diffusion :
  -  12 novembre 2016
  -  9 septembre 2016

### Épisode 20:L'Ultime Pouvoir des énergemmes, partie 3
- N° de production : 829
- Titre original : End of Extinction
- Résumé : Les Rangers découvrent que l'énergemme obscure n'a pas été détruite. Sledge décide de faire sortir la Terre de son orbite, pour l'éloigner du soleil et ainsi geler les habitants de la planète et s'emparer des énergemmes. Les Rangers parviennent à détruire l'énergemme obscure, mais cela crée un trou noir où s'engouffrent le vaisseau de Sledge et la Terre...
- Dates de diffusion :
  -  19 novembre 2016
  -  9 septembre 2016

### Épisode 21:Procès ou friandise?(spécial Halloween)
- N° de production : 830
- Titre original : Trick or Trial
- Résumé : Le jour d'Halloween, les Power Rangers sont enlevés par Scumlaw pour comparaître devant un tribunal où ils doivent répondre des crimes commis envers plusieurs monstres qu'ils ont dû affronter par le passé.
- Dates de diffusion :
  -  8 octobre 2016
  -  31 octobre 2016

### Épisode 22:Un Noël au charbon(spécial Noël)
- N° de production : 831
- Titre original : Here Comes Heximas
- Résumé :  Alors qu'ils sont en train de préparer les fêtes de Noël, Chase, Riley et Shelby découvrent des cadeaux qui sont adressés à chacun d'entre eux. Ils ouvrent le leur et y découvrent un morceau de charbon qui les transforme en elfes malfaisants. Lorsque Tyler ouvre le sien en compagnie des autres rangers, il lui arrive la même chose et Koda doit rappeler à Tyler qui il est vraiment pour rompre le charme...
- Dates de diffusion :
  -  10 décembre 2016
  -  23 décembre 2016